# Вертс, Жан Жозеф
Жан Жозе́ф Вертс (фр. Jean-Joseph Weerts; 1 мая 1846, Рубе — 28 сентября 1928, Париж) — французский художник, баталист и исторический живописец.

## Биография
Родился в городе Рубе, в семье инженера-строителя, происходившей из Бельгии.
Учился в школах изящных искусств Рубе (у Константина Милса) и Парижа (у Александра Кабанеля).
Жан Жозеф Вертс много лет плодотворно работал в качестве художника и декоратора. Он написал около 700 картин, за одну из которых был награждён орденом Почётного легиона. Среди известных декорированных им зданий мэрия родного города художника, Рубе.
Вертс скончался в глубокой старости и был похоронен на парижском кладбище Пер-Лашез. В городе Рубе его именем названа улица и установлен памятник.

## Творчество
Жан Жозеф Вертс трудился в непростое время конфликта импрессионизма с официальным искусством. Этот конфликт закончился победой импрессионизма и забвением художников официального направления, в результате чего память о Вертсе бережно сохраняется только в его родном городе. Между тем как художник, Вертс далеко превзошёл статичные приёмы салонной живописи своего учителя Кабанеля. Его картины наполнены патриотическим порывом, в них присутствует необычное сочетание экспрессии и статики, они одновременно и античны и абсолютно современны по своим приёмам. Внимательность салонного художника сочетается у Вертса с порывом настоящего мастерства.

## Галерея

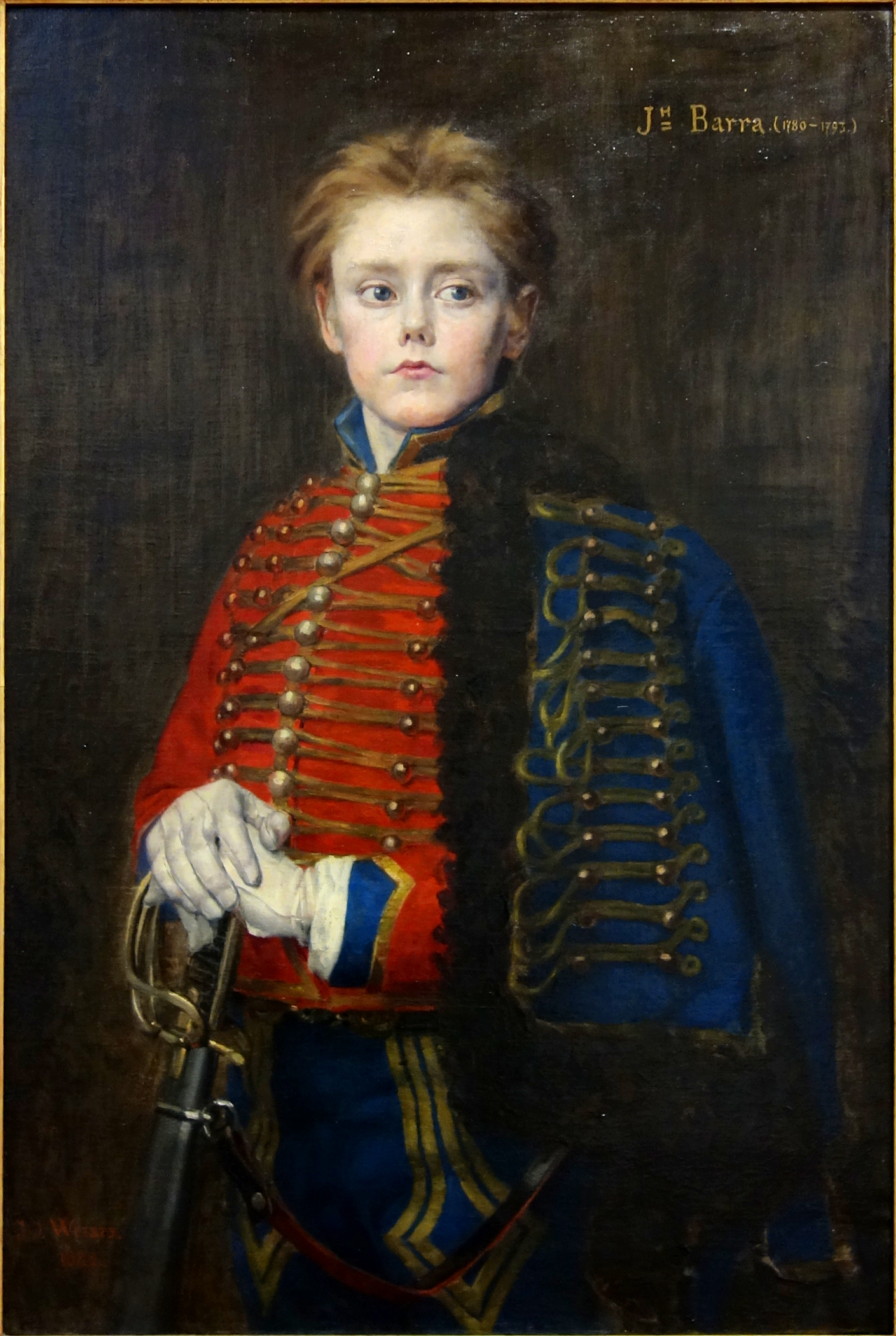
Портрет Жозефа Бара
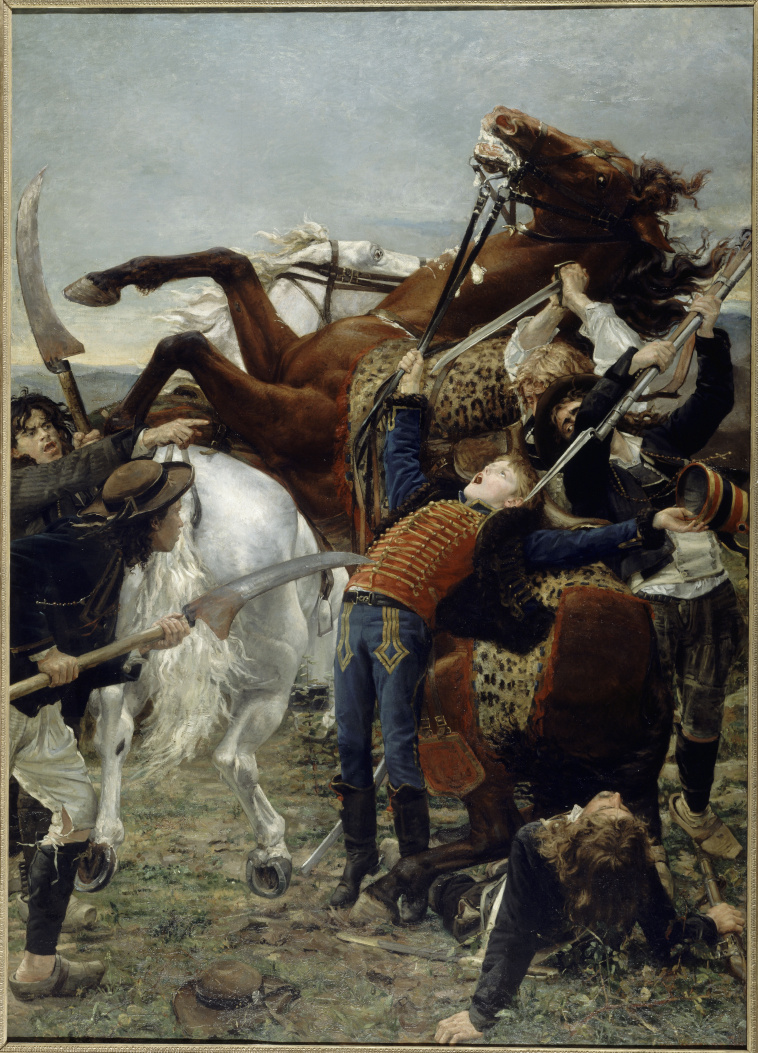
Гибель Жозефа Бара
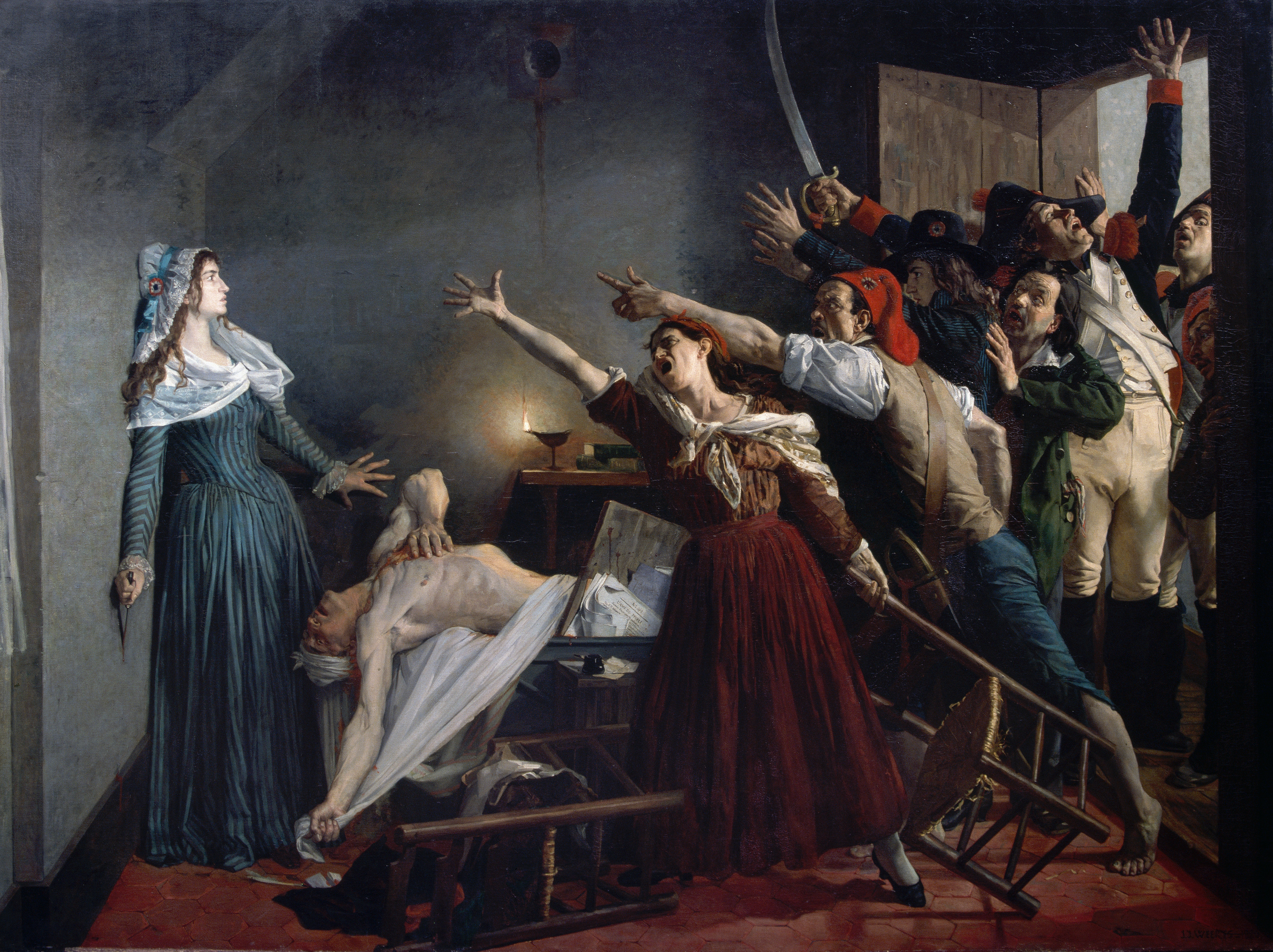
Убийство Марата
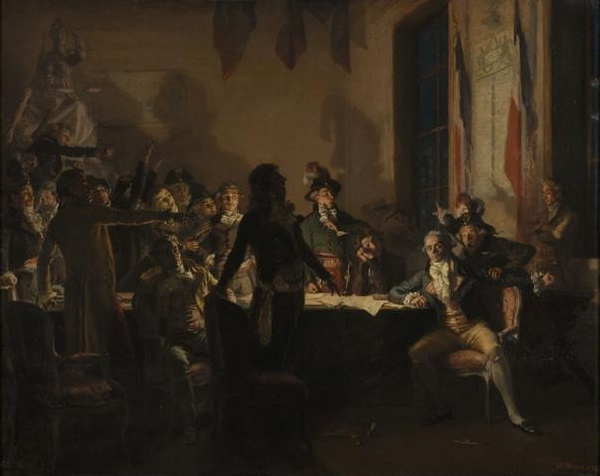
Падение Робеспьера
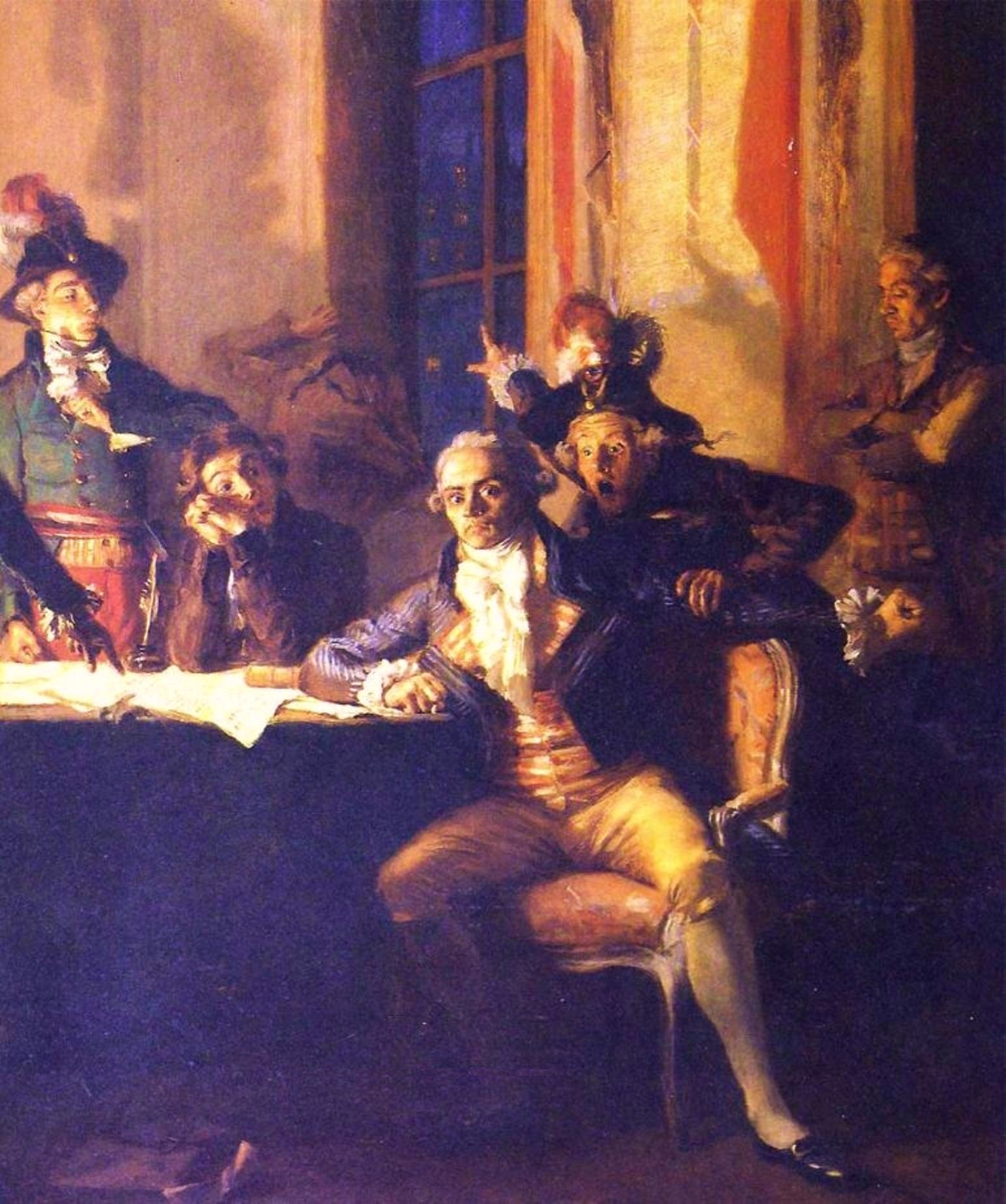
Падение Робеспьера. Деталь
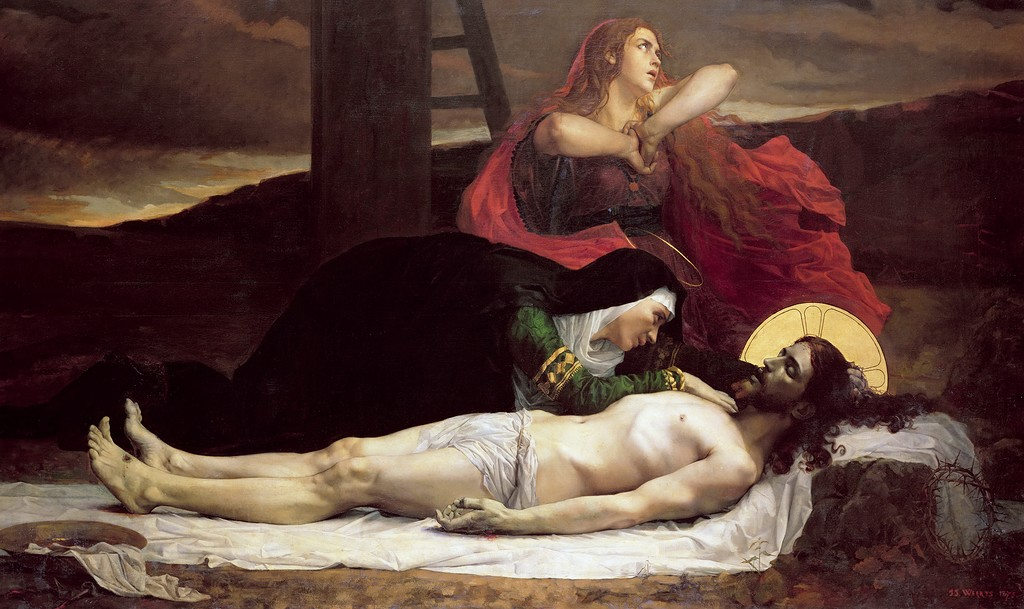
Снятие с креста. Музей искусства и промышленности, Рубе
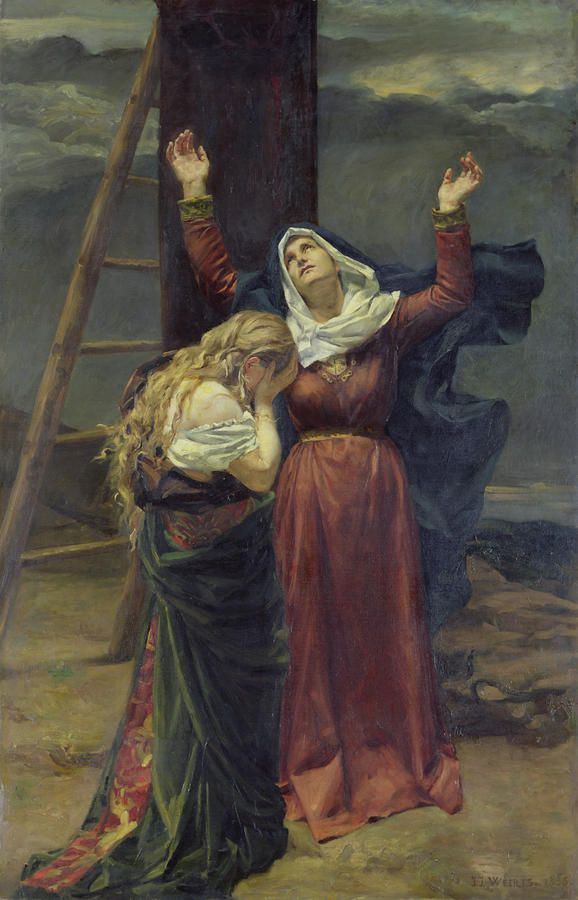
Девы у подножия Креста. Музей искусства и промышленности, Рубе
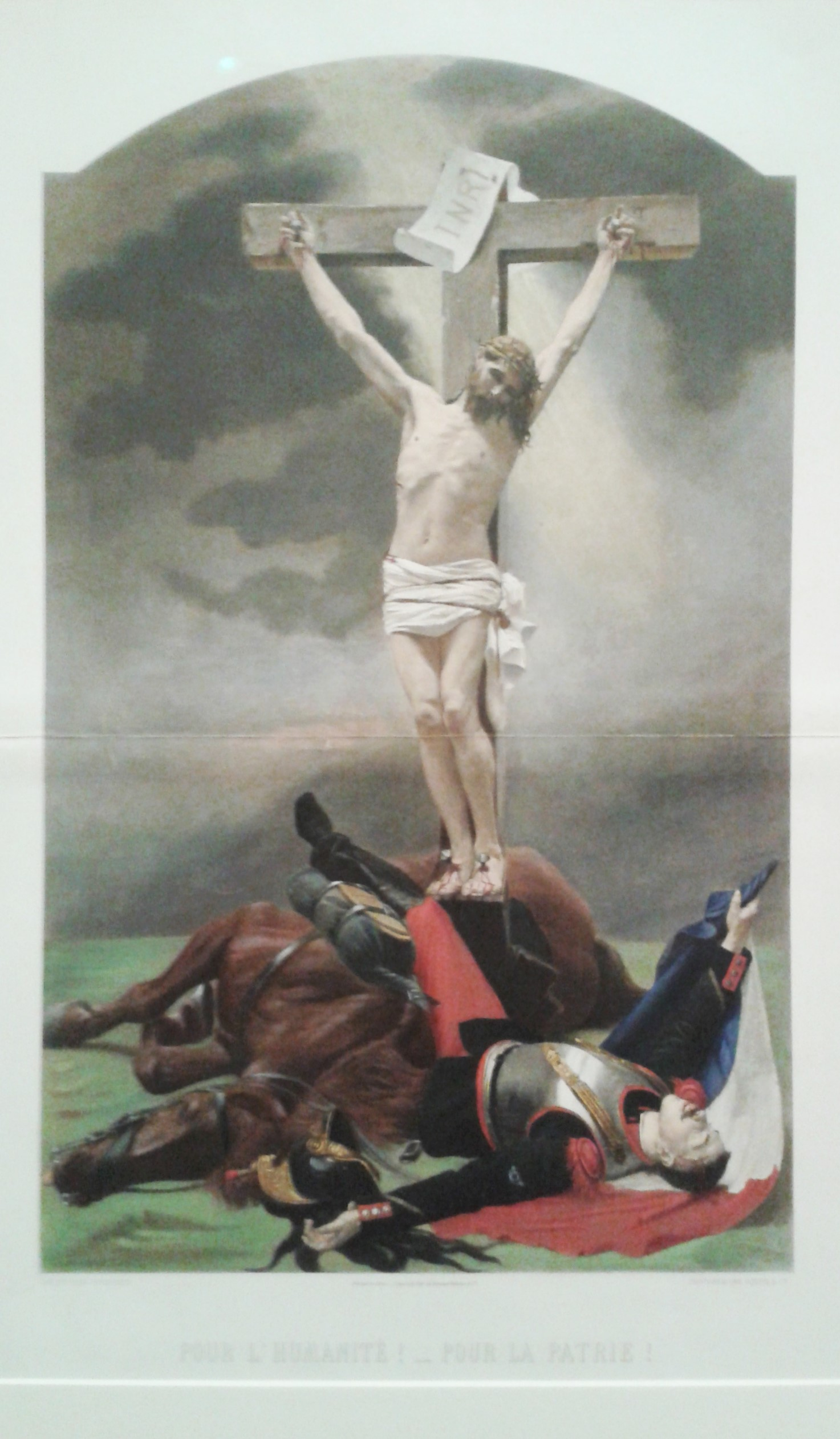
Распятие в память Франко-Прусской войны
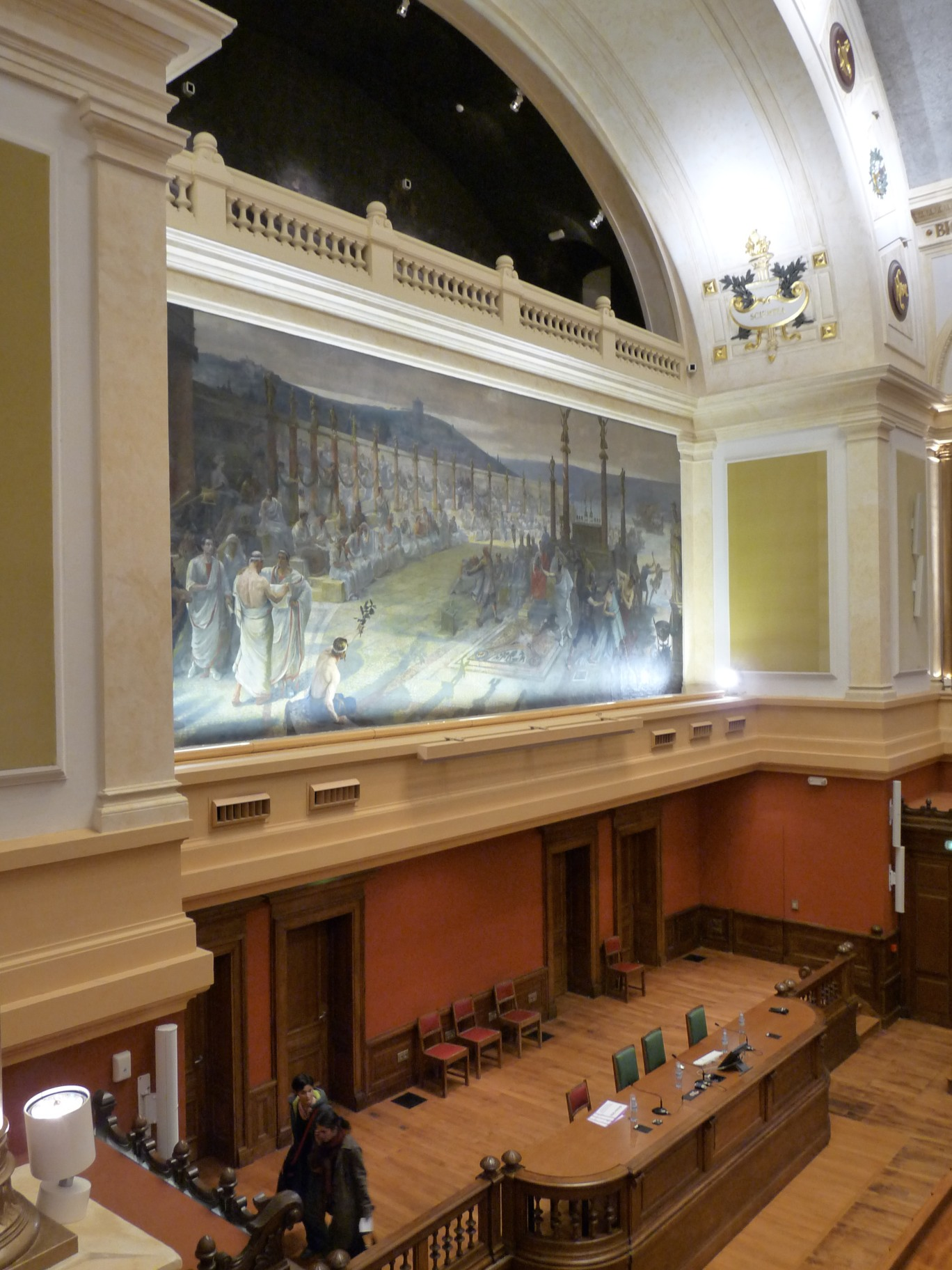
Панно на античную тему в университете Люмьера, Лион
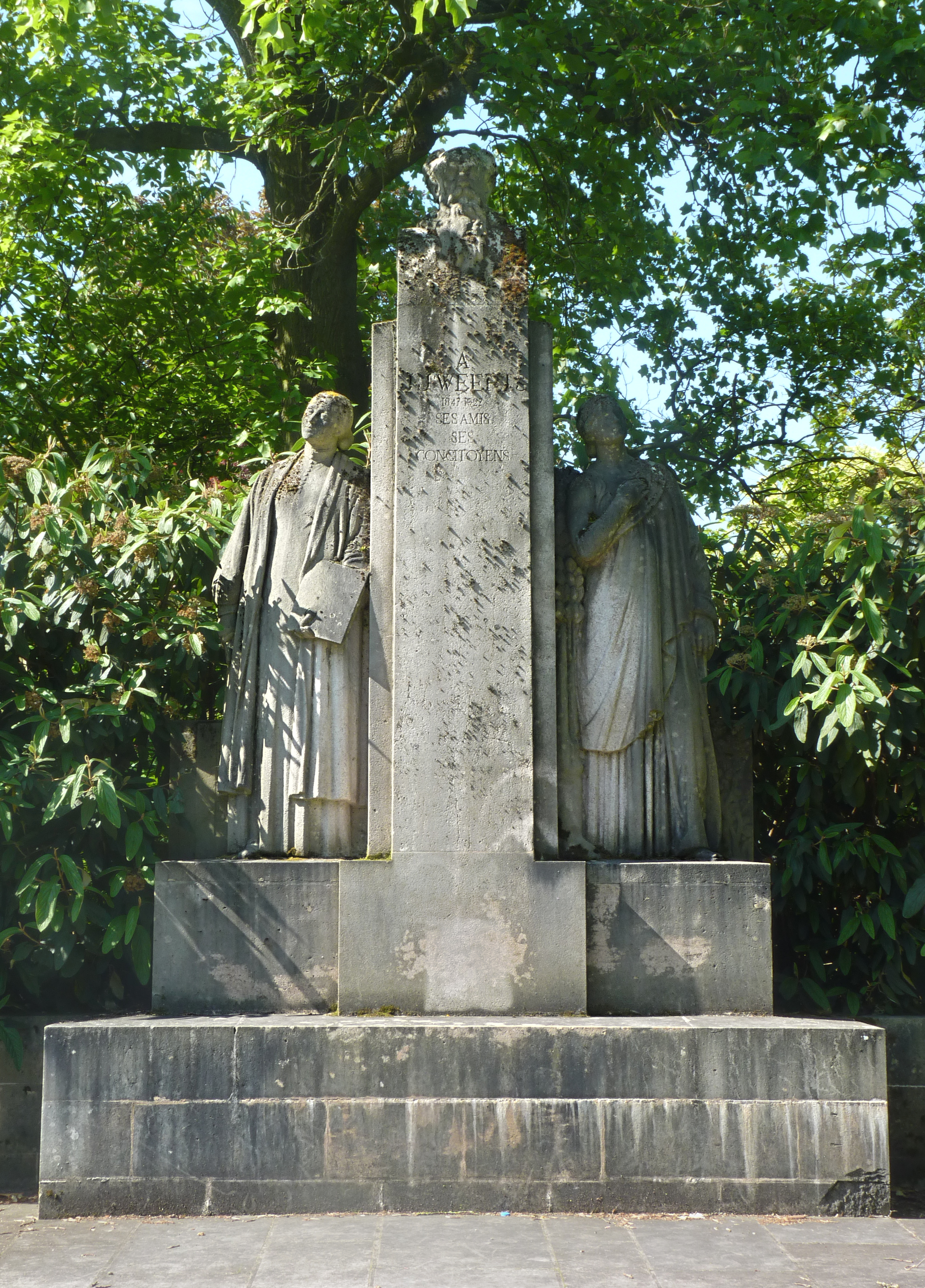
Памятник Вертсу в Рубе